# Кыринский район
Кыринский район —  административно-территориальная единица (район) и муниципальное образование (муниципальный район) в Забайкальском крае Российской Федерации.
Административный центр — село Кыра.

## География
Район расположен на юго-западе Забайкальского края, граничит на севере с запада на восток с тремя районами края: Красночикойским, Улетовским и Акшинским, на юге проходит государственная граница с Монголией. Рельеф большей части территории горный. Основные хребты: Хэнтэй, южная часть Чикоконского, Онон-Бальджинский, Становик, Пограничный и Эрмана. Высшая точка (2500 м) — гора Сохондо (хребет Хэнтэй). В наиболее высоких частях Чикоконского хребта и Хэнтэя отчетливо выражены следы древней ледниковой деятельности (кары, цирки, троговые долины), распространены резкие формы рельефа с горными вершинами и перевалами. По долинам рек Онон и Кыра расположены Среднеононское и Кыринское межгорные понижения. Имеются месторождения золота, олова и другие: Букукунское месторождение олова, Мордойское месторождение бурых углей, Любавинское месторождение золота, Пегматит № 36 — проявление мориона, Сохондинское проявление горного хрусталя, Талача — проявление горного хрусталя, Три Осины — проявление халцедона и агата, Угдыри — месторождение горного хрусталя, мориона, раухтопаза, Хавергинское месторождение золота, Хапчерангинское месторождение олова, Шевартайское проявление агата и халцедона, Шивычинское проявление агата, халцедона и другие.
Климат резко континентальный. Средняя температура в июле +12 — +18 °C (максимальная +36 °C), в январе −22 — −24 °C (абсолютный минимум −48 °C). Осадков выпадает от 350 мм/год в межгорных понижениях до 600 мм/год в горах. Продолжительность вегетационного периода 90-150 дней и более. В горах распространены мерзлотно-таёжные типичные, дерновые и серые лесные неоподзоленные глубокопромерзающие почвы. На равнинах — лугово-лесные мерзлотные и аллювиально-луговые глубокопромерзающие почвы. Горные хребты покрыты лиственничной тайгой и предгольцовым редколесьем, часто сменяющимися гольцами, вершинные части хребтов и высокие плато — кедровниками с участием лиственницы и сосны. Для понижений характерен луговой, лугово-степной и степной типы местности. Степи мелкодерновинно-злаковые, типчаковые, пижмовые, местами в сочетании с зарослями ильмовника и абрикоса. В речных долинах отмечается наличие лугово-тальниково-тополёвых ассоциаций. Из рек значителен Онон с притоками (Киркун, Букукун, Агуца, Кыра и др.). Район богат минеральными источниками. Наиболее популярны и известны уникальными свойствами Былыринский источник и 12 ключей. На территории района в 1973 году организован Сохондинский заповедник с редкими и уникальными видами растений и животных.

## История
Район образован 4 января 1926 года.

## Население
| 2002    | 2007    | 2009    | 2010    | 2011    | 2012    | 2013    | 2014    | 2015    |
| ------- | ------- | ------- | ------- | ------- | ------- | ------- | ------- | ------- |
| 16 016  | ↘15 900 | ↘15 723 | ↘13 650 | ↘13 606 | ↘13 471 | ↘13 293 | ↘13 153 | ↘13 055 |
| 2016    | 2017    | 2018    | 2019    | 2020    | 2021    |         |         |         |
| ↘12 860 | ↘12 644 | ↘12 457 | ↘12 217 | ↘11 953 | ↘10 639 |         |         |         |

### Национальный состав
Русские 12784 чел.(93,65%)
Буряты 515 чел.(3,77%)
Остальные 351 чел.(2,57%)

## Муниципально-территориальное устройство
В муниципальный район входят 14 муниципальных образований со статусом сельского поселения:
| №  | Сельское поселение | Административный центр | Количество населённых пунктов | Население (чел.) | Площадь (км²) |
| -- | ------------------ | ---------------------- | ----------------------------- | ---------------- | ------------- |
| 1  | Алтанское          | село Алтан             | 1                             | ↘525             | 1582,36       |
| 2  | Билютуйское        | село Билютуй           | 2                             | ↘667             | 1900,12       |
| 3  | Верхне-Ульхунское  | село Верхний Ульхун    | 2                             | ↘797             | 513,55        |
| 4  | Гаваньское         | село Гавань            | 1                             | ↘172             | 251,96        |
| 5  | Кыринское          | село Кыра              | 1                             | ↘3820            | 770,32        |
| 6  | Любавинское        | село Любовь            | 1                             | ↘507             | 160,48        |
| 7  | Мангутское         | село Мангут            | 1                             | ↘1888            | 569,71        |
| 8  | Михайло-Павловское | село Михайло-Павловск  | 2                             | ↘273             | 577,74        |
| 9  | Мордойское         | село Мордой            | 1                             | ↘345             | 426,88        |
| 10 | Надёжнинское       | село Надёжный          | 2                             | ↘33              | 1200,41       |
| 11 | Тарбальджейское    | село Тарбальджей       | 3                             | ↗360             | 1648,16       |
| 12 | Ульхун-Партионское | село Ульхун-Партия     | 1                             | ↘457             | 426,89        |
| 13 | Хапчерангинское    | село Хапчеранга        | 1                             | ↘652             | 343,43        |
| 14 | Шумундинское       | село Шумунда           | 2                             | ↘143             | 5676,28       |

## Населённые пункты
В Кыринском районе 21 населённый пункт:
| №  | Населённый пункт | Тип  | Население    | Сельское поселение |
| -- | ---------------- | ---- | ------------ | ------------------ |
| 1  | Алтан            | село | ↘525 (2021)  | Алтанское          |
| 2  | Билютуй          | село | ↘539 (2021)  | Билютуйское        |
| 3  | Букукун          | село | →36 (2021)   | Шумундинское       |
| 4  | Былыра           | село | ↘231 (2021)  | Билютуйское        |
| 5  | Верхний Стан     | село | ↘5 (2021)    | Тарбальджейское    |
| 6  | Верхний Ульхун   | село | ↘649 (2021)  | Верхне-Ульхунское  |
| 7  | Гавань           | село | ↘172 (2021)  | Гаваньское         |
| 8  | Кыра             | село | ↘3820 (2021) | Кыринское          |
| 9  | Любовь           | село | ↘507 (2021)  | Любавинское        |
| 10 | Мангут           | село | ↘1888 (2021) | Мангутское         |
| 11 | Михайло-Павловск | село | ↘274 (2021)  | Михайло-Павловское |
| 12 | Мордой           | село | ↘345 (2021)  | Мордойское         |
| 13 | Надёжный         | село | ↘43 (2021)   | Надёжнинское       |
| 14 | Нижний Стан      | село | ↘2 (2021)    | Тарбальджейское    |
| 15 | Тарбальджей      | село | ↘330 (2021)  | Тарбальджейское    |
| 16 | Турген           | село | ↘119 (2021)  | Михайло-Павловское |
| 17 | Тырин            | село | ↘203 (2021)  | Верхне-Ульхунское  |
| 18 | Ульхун-Партия    | село | ↘457 (2021)  | Ульхун-Партионское |
| 19 | Устье            | село | →7 (2021)    | Надёжнинское       |
| 20 | Хапчеранга       | село | ↘652 (2021)  | Хапчерангинское    |
| 21 | Шумунда          | село | ↘132 (2021)  | Шумундинское       |

## Экономика
Район представлен горно-рудными предприятиями «Надёжный», Былыра, работавших в составе Хапчерангинского комбината, и рудником Любовь. В 1982 году деятельность комбината была остановлена из-за выработки запасов. На базе местных углей в Мордое работала тепловая электростанция. В 1988 году организована старательская артель Бальджа. Решается вопрос о возобновлении отработки Любавинского месторождения золота. На начале XXI века в районе осуществляются заготовка и вывоз леса в небольших количествах, пиломатериалов, деловой древесины. Функционируют Кыринский лесхоз и Кыринский сельский лесхоз. Выпекается хлеб и хлебобулочные изделия. До реформ 1990-х основной отраслью сельского хозяйства района являлось овцеводство, разведение крупного рогатого скота, выращивание зерновых. Сельхозпроизводство ведут: ООО «Искра» (с. Мангут), колхоз «Пограничник» (с. Алтан), ООО «Рассвет» (с. Верхний Ульхун) и др.

## Образование и культура
На 2000 год в районе функционировали 17 дневных общеобразовательных учреждений, 11 детских садов, 17 библиотек, 20 клубов, 6 больниц и 11 фельдшерско-акушерских пунктов, православный храм. Издаётся еженедельная газета «Ононская правда». На территории района расположен профилакторий Былыра.